# 他所酒
他所酒（よそざけ）とは、室町時代から江戸時代にかけて、京都以外の土地から京都に入ってくる日本酒のことを、京都に住む人々が呼んだ名称。
室町時代、京都の造り酒屋は隆盛を極め、応永32年（1425年）には洛中洛外の酒屋の数は342軒を数えたが、次第に京都以外の土地でも高い技術を持った造り酒屋があちこちで生まれ、その製品が京都の酒よりも安い値段で京都市場に流入した。
これに対して京都の酒屋は自分たちの造った酒が売れなくなると危機感を強め、外から入ってくる酒を他所酒と呼んで警戒し、その販売差し止めをつどつど朝廷や幕府に要求した。朝廷や幕府もしかたなくそれに応じ、京における他所酒の売買を禁止する法令を発した。

たとえば、江戸時代の『京都町触集成』（きょうとまちぶれしゅうせい）によると、京都町奉行所は元禄11年（1698年）4月に以下のような主旨の触書を出している。
「洛中洛外に他所酒が多く入り込み、酒屋たちが難儀をしているとの訴えがあった。他所酒を買った者は、たとえ自分が飲む酒であってもただちに奉行所にもってこい。酒の生産地を調査のうえ、追って沙汰申し付ける。もしこのお触れを無視し、隠れて他所酒を飲む者があったら処罰する。」
しかしこのような禁制を受けて、すなおに自分の隠し持っていた他所酒を提出した者は少なかった。またこのような禁制が発せられればされるほど、酒を飲む庶民や文化人の間では他所酒への人気と需要は高くなった。法度をくぐり抜けて京に入ってきたことから「抜け酒」ともいう。
たとえば京都に住んだ頼山陽（らいさんよう）（1780-1832）が「伊丹の酒で琵琶湖の魚が食べられる土地ならどこでも仕官する」と言った話は有名である。
他所酒はのちに日本各地に開花する地酒の出発点でもある。量的にいちばん多かったのは東隣の近江から入ってくる「大津酒」であったという。当初は、江戸時代には下り酒の主流となる伊丹・灘・西宮の酒でも他所酒とよばれた。安土桃山時代、南蛮貿易によって商品流通が国際化すると、他所酒のなかには南蛮酒として琉球の泡盛、中国・朝鮮の珍酒や薬草酒、アラビアや地中海方面からのアラックやワインなども入ってきた。
やがて、将軍の御膳酒と指定された伊丹酒のように、他所酒の名声が高くなり価格がつりあげると、逆に京都酒の樽にわざわざ伊丹酒の銘を焼印し、あたかも他所酒であるかのように偽装表示して京都で高く売るといった逆転現象も江戸時代後期には起こった。